# McCormack, Minnesota
Xã McCormack (tiếng Anh: McCormack Township) là một xã thuộc quận St. Louis, tiểu bang Minnesota, Hoa Kỳ. Năm 2010, dân số của xã này là 209 người.